# Campeonato Baiano 1942
In 1942 werd het 38ste Campeonato Baiano gespeeld voor voetbalclubs uit de Braziliaanse staat Bahia. De competitie werd gespeeld van 14 juni tot 15 november en werd georganiseerd door de FBF. Galícia werd kampioen.

## Eindstand
| Plaats | Club     | Wed. | W | G | V  | Saldo | Ptn. |
| ------ | -------- | ---- | - | - | -- | ----- | ---- |
| 1.     | Galícia  | 10   | 9 | 0 | 1  | 39:21 | 18   |
| 2.     | Vitória  | 10   | 7 | 0 | 3  | 31:15 | 14   |
| 3.     | Botafogo | 10   | 6 | 1 | 3  | 24:19 | 13   |
| 4.     | Ypiranga | 10   | 3 | 2 | 5  | 20:24 | 8    |
| 5.     | Bahia    | 10   | 3 | 1 | 6  | 19:25 | 7    |
| 6.     | Guarany  | 10   | 0 | 0 | 10 | 13:42 | 0    |

|  | Kampioen |

## Kampioen
| Campeonato Baiano de 1942 |
| ------------------------- |
| GALÍCIA 3º Titel          |